# Luis de Ossó
Luis de Ossó y Serra, en catalán Lluís d'Ossó i Serra (Barcelona, España; 1877 - id.; 1 de febrero de 1931) fue un pionero del fútbol catalán y español. Fue uno de los socios fundadores del Fútbol Club Barcelona, así como su primer secretario y uno de sus primeros jugadores.

## Biografía
Hijo de Jaime de Ossó y Teresa Serra, su tío era San Enrique de Ossó y Cervelló, sacerdote fundador de la Congregación de las «Teresianas» canonizado en 1993. Luis de Ossó era propietario de una imprenta y fue colaborador del semanario «Los Deportes», donde publicaba crónicas futbolísticas bajo el seudónimo de «Un delantero». Como era frecuente en los «sportsmen» pioneros de su época, practicó múltiples disciplinas: equitación, ciclismo, patinaje, excursionismo, pelota y náutica, además del fútbol. Fue miembro de varios clubes deportivos barceloneses como el Skating-Ring, el Club Velocipédico, el Real Club de Regatas y el Real Yacht Club.
Fue uno de los doce asistentes a la histórica reunión fundacional del FC Barcelona, el 29 de noviembre de 1899, en el Gimnasio Solé. Allí fue elegido como secretario de la primera junta directiva del club, presidida por Walter Wild. Aunque en los primeros meses de vida del club los cambios en la directiva fueron constantes —incluyendo el relevo presidencial de Terrades por Wild— Ossó se mantuvo como secretario hasta el 25 de noviembre de 1901. Como gestor del club fue el encargado de negocionar con los propietarios del Hotel Casanovas el arrendamiento de una parcela adyacente —donde hoy se levanta el histórico Hospital de la Santa Cruz y San Pablo— que se convirtió en el segundo campo de juego de los azulgrana, entre 1900 y 1901. Posteriormente, entre el 23 de agosto de 1904 y el 6 de octubre de 1905, durante la presidencia de Arthur Witty, volvió a formar parte de la directiva como vocal.

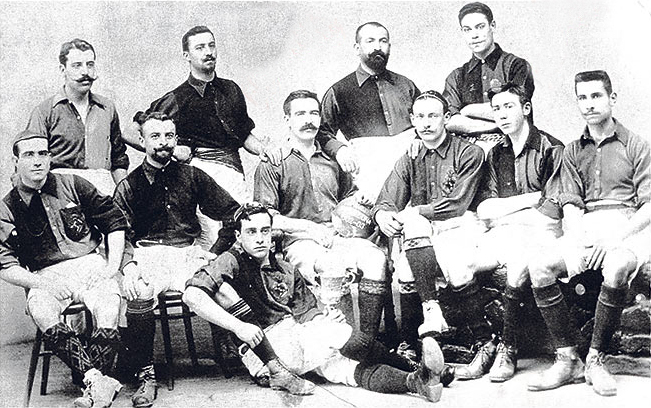
Primer equipo del FC Barcelona en 1903. De pie: Llobet, Terradas, Reig y Vidal. Sentados: Ossó, Steinberg, Meyer, Witty, Gamper, Harris y Lasaleta.

Ossó también participó en el primer partido del FC Barcelona, disputado diez días después de la fundación del club contra un combinado de la colonia inglesa de la ciudad. Sin embargo tuvo poca presencia en las siguientes alineaciones, prefiriendo jugar con el segundo equipo, que él mismo creó la temporada 1900/01 y del que era capitán. Con este primitivo filial, que a diferencia del «primer team» estaba compuesto mayoritariamente por catalanes, conquistó varios títulos de prestigio como la Copa Mercier o la Medalla del Ayuntamiento en el concurso organizado por la Federación Gimnástica Española. A partir de 1903 se consolidó como futbolista de la primera plantilla. 
Ossó jugaba como delantero y el semanario «Los deportes» definió así su estilo de juego: "Prefiere el juego de combinación por el suelo, teniendo carrera veloz y resistencia suma". Participó en la conquista de los primeros títulos oficiales: la Copa Macaya de 1902, la Copa Barcelona de 1903 y el Campeonato de Cataluña de 1905. También jugó en el primer partido contra el Real Madrid, el 13 de mayo de 1902, en la semifinal de la hoy conocida como Copa de la Coronación, que fue la primera competición futbolística a nivel nacional celebrada en España y el precedente directo de la actual Copa del Rey. Los azulgranas ganaron el primer clásico de la historia por 3-1, pero quedaron subcampeones del torneo al caer en la final con el Vizcaya. En 1906 jugó algunos partidos con el primer equipo de veteranos de la historia del FC Barcelona.
Ossó estuvo muy implicado en el FC Barcelona, del que llegó a ser mecenas. Sin embargo, problemas de salud y, sobre todo, discrepancias con Hans Gamper provocaron su salida del club. Aunque inicialmente ambos habían mantenido una buena amistad, Ossó, católico, no compartía los planteamientos de un suizo protestante como Gamper.

## Leyenda del origen del escudo del FC Barcelona
Tradicionalmente la figura de Ossó ha sido asociada al origen del actual escudo de FC Barcelona. Inicialmente el club usaba como emblema el escudo de la ciudad de Barcelona. En una asamblea para elegir un escudo propio, los socios no lograban ponerse de acuerdo y, en un momento del debate, el secretario Ossó gritó: «Això es una olla de grills!», una frase hecha catalana para referirse a un gran alboroto. Según esta versión de los hechos, la frase habría inspirado a Gamper, quien dibujó un escudo en forma de olla, donde encajó los símbolos del escudo de Barcelona, añadiendo los colores azulgrana. A día de hoy esta versión de los hechos se considera una leyenda y se cree que el vigente escudo fue elegido tras un concurso a tal efecto, ganado por Carlos Comamala.

## Clubes
| Club         | País   | Año       |
| ------------ | ------ | --------- |
| FC Barcelona | España | 1899-1905 |

## Palmarés
| Título                 | Club         | País   | Año  |
| ---------------------- | ------------ | ------ | ---- |
| Copa Macaya            | FC Barcelona | España | 1902 |
| Copa Barcelona         | FC Barcelona | España | 1903 |
| Campeonato de Cataluña | FC Barcelona | España | 1905 |